# Beaver County (Alberta)
Beaver County ist ein sogenannter municipal district in der Region Central Alberta in der kanadischen Provinz Alberta. Es liegt innerhalb der Census Division Nr. 10.

## Geographie
Beaver County hatte 2016 bei einer Fläche von 3.317,57 km² 5.905 Einwohner.
Der Verwaltungssitz ist Ryley mit 483 Einwohnern (2016). Die größten Orte sind die Stadt Tofield mit 2.081 Einwohnern und die Stadt Viking mit 1.083 Einwohnern (Stand 2016).
Der westliche Teil des Bezirks ist Pufferfläche („Transition zone“) des Biosphärenreservat Beaver Hills, einem fast 1600 km² großen Biosphärenreservat der UNESCO.

## Geschichte
Beaver County wurde als Verwaltungseinheit im Jahr 1943 durch die Zusammenlegung verschiedener anderer Verwaltungseinheiten bzw. Teilen davon unter dem Namen "Municipal District Of Riley No. 480" begründet. Der Municipal District trägt den Begriff County in seinem Namen, obwohl diese Art von Verwaltungseinheit 1999 in Alberta abgeschafft wurde. Der offizielle Name änderte sich damals von "County of Beaver No. 9" in "Beaver County".